# Josip Rogin
Josip Rogin (Zrinšćina, 1. veljače 1947.), hrvatski književnik i uzgajivač ruža.

## Život i djelo
Rođen je na dvoru grofova Zrinskih u Zrinšćini 1947. godine. Srednju školu završio je u Sesvetama.

### Književnost
Pisao je za Sesvetske novine, Dugoselsku kroniku, Vikend, Novu zemlju, Poljoprivredni vjesnik, a radove je objavljivao u Maruliću, Hrvatskom rukopisu i Kaju, na kajkavskom narječju i hrvatskomu standardnom jeziku.
U dramskom programu Radio Zagreba izvedene su mu komedije Roman stoljeća, Evac i Adamica, Federbarica Gratofil — prodavačica ljubičica, Ostavinska rasprava Bartola Škanjca i ine. Autor je dviju knjiga humoreski Musa Čvarak vadi domovnicu i Moda i modeli.

### Ružarstvo
U Dumovcu kraj Sesvetskoga Kraljevca bavi se uzgojem ruža. Prvi je Hrvat koji je u SAD-u patentirao nove sorte: „Moonlight Niagara” i „James Smile” (1987.) te „Slavoljub Penkala” i „Zagreb 900” (1995.) pri Američkom društvu ružara (The American Rose Society) u Shreverportu (Louisiana), objavljene i potvrđene u The American Rose Magazine 1995 i The American Rose Annual 1995..
Autor je priručnika Ruža kraljica cvijeća i Knjiga o ružama (Zagreb, 1998.).